# Hanley (Staffordshire)

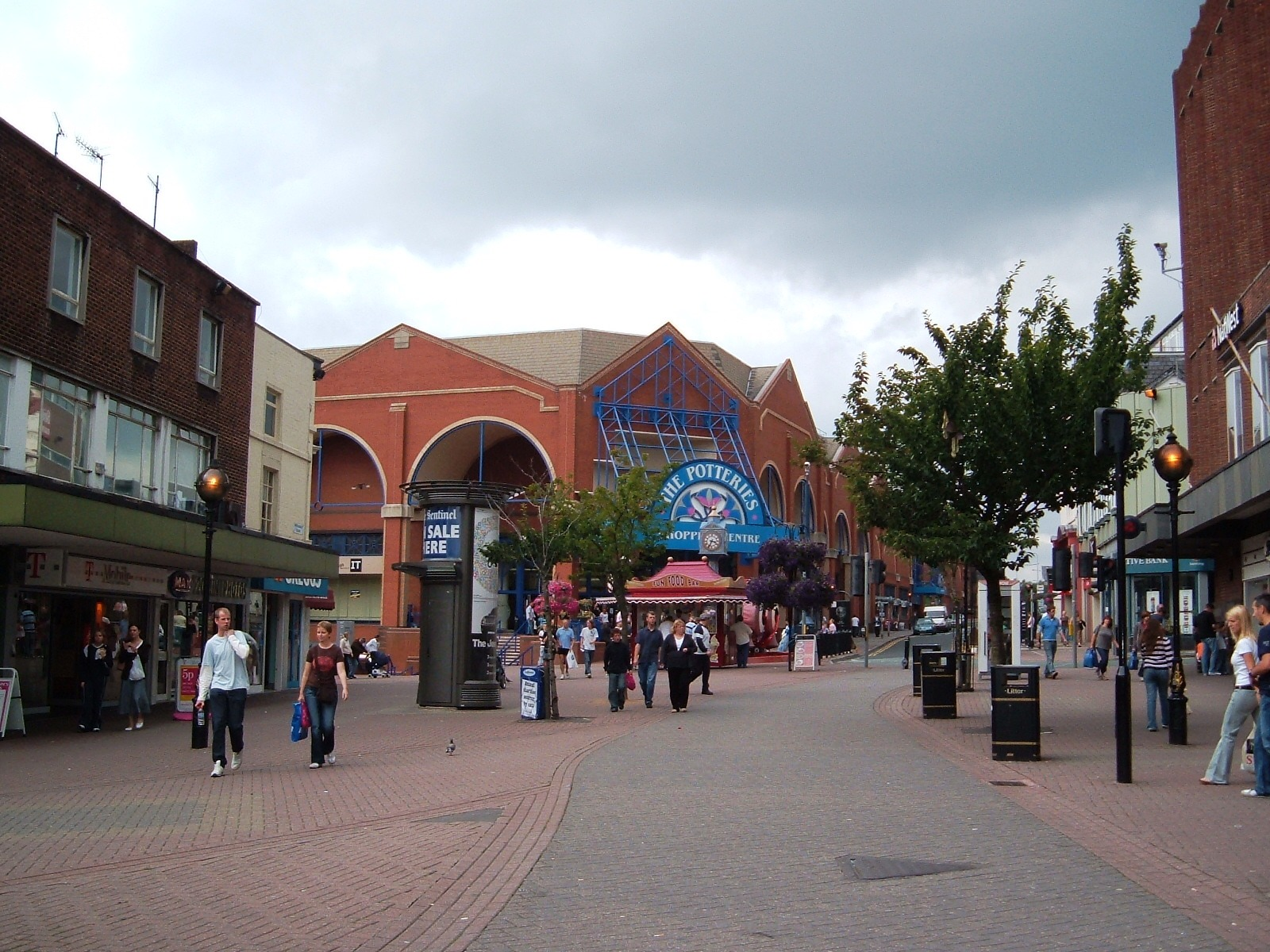
Hanley

Hanley ist die bevölkerungsreichste der sechs  Städte, aus denen die englische Stadt Stoke-on-Trent besteht. Sie ist das Herz von Stoke-on-Trent, in dem sich viele Pubs, Cafés, Clubs, Museen, Theater und auch Geschäfte (insbesondere das größte Shoppingcenter in Stoke, das sogenannte „Potteries Shopping Centre“) befinden. „Going up Hanley“ bedeutet deshalb so viel wie „ausgehen“.

## Geschichte
Das erste Mal wurde Hanley im Jahre 1227 als „Hanlih“ erwähnt. Hanley wurde 1857 in die Stadt eingegliedert. Zum ersten Bürgermeister wurde John Ridgway; von ihm stammt auch das Dromedar, das heute noch im Stadtwappen zu sehen ist.

## Söhne und Töchter der Stadt
- Frederick Edward Hulme (1841–1909), Autor, Lehrer und Botaniker
- Arnold Bennett (1867–1931), Schriftsteller
- Frederick Hurten Rhead (1880–1942), Keramiker
- Stanley Matthews (1915–2000), Fußballspieler
- Barry Hancock (1938–2013), Fußballspieler
- Edward John Smith (1850–1912), Kapitän der Titanic
- Les West (* 1943), Radrennfahrer

## Sehenswürdigkeiten
- Bethesda Town Mission
- St. Mark’s Church
- Sacred Heart Church
- alte Öfen der Töpfer
- der „Man of Fire“, auch als „Jack Frost“ bekannt

## Dies und Das
Arnold Bennett bezeichnete Hanley in seinen Romanen als Hanbridge.